# Festuca graniticola
Festuca graniticola är en gräsart som beskrevs av Michel François-Jacques Kerguélen och Morla. Festuca graniticola ingår i släktet svinglar, och familjen gräs.
Artens utbredningsområde är Spanien. Inga underarter finns listade i Catalogue of Life.